# Miraselva
Miraselva est une municipalité brésilienne située dans l'État du Paraná.